# 佐治敬三
佐治 敬三（さじ けいぞう、1919年11月1日 - 1999年11月3日）は、日本の実業家。サントリー第2代社長、元会長。基礎科学研究を熱心にサポートした実業家としても知られる。

## 経歴
1919年（大正8年）11月1日、サントリー創業者の鳥井信治郎の次男として大阪府大阪市東区住吉町（現：中央区松屋町住吉）に生まれる。
1932年（昭和7年）頃に母方の縁者と養子縁組をして「佐治」姓となったが、そのまま大阪の実父母のもとで暮らした。
1940年に、実兄が死去。
大阪府池田師範学校附属小学校、旧制浪速高等学校卒業。
1942年4月、大阪帝国大学理学部化学科卒業。在学中は有機化学の権威である小竹無二雄教授に師事した。
1945年10月、サントリーの前身である寿屋に入社。
1946年2月、寿屋（現サントリーホールディングス株式会社）の全額出捐により、財団法人食品化学研究所（現サントリー生命科学財団）を設立、初代所長に着任。
この頃、兵庫県川辺郡川西町（現・川西市）に住むようになり、死去までずっと川西市に住んでいた。
1961年、寿屋代表取締役社長に就任。
1963年3月、寿屋からサントリーに社名を変更。
1964年 株式会社サン・アド取締役となる。
1969年、鳥井音楽財団（現・サントリー音楽財団）を設立して理事長に就任。
1971年、関西公共広告機構を設立（現在のACジャパン）。
1979年、食品化学研究所を財団法人サントリー生物有機科学研究所と改称。同年、サントリー文化財団を新たに設立し、「地域文化賞」「学芸賞」を創設した。
1980年、生物有機科学研究所理事長に着任し、日本で初めてポストドクトラルフェローシップを開始した。
1985年、大阪商工会議所会頭に就任。
1987年、大阪バイオサイエンス研究所設立に諮問委員として関与した。
1988年、首都機能移転議論のさなかに東北熊襲発言による舌禍騒動を起こし、謝罪に追われる事態になった。
1990年（平成2年）、サントリー代表取締役会長に就任。
1991年、サントリー生物有機科学研究所所長に就任。
1999年11月3日 大阪府吹田市の大阪大学病院で肺炎のため80歳にて死去。

## 褒章
- 1976年 - 藍綬褒章
- 1986年 - フランス芸術文化勲章
- 1989年 - 勲一等瑞宝章[5]
- 1990年 - フランスレジオンドヌール勲章

## 家族・親族
佐治敬三は工学者・平賀譲の三女と結婚したが、長男の信忠を出産直後に妻が21歳で早世。その後元住友銀行頭取・大平賢作の娘と再婚した。先妻との間に生まれた信忠はサントリー代表取締役社長を経て、現在は会長を務める（サントリーは現在でも非上場企業であり、同族経営である）。また後妻との間に生まれた娘の春恵はチェリストの堤剛の妻で、戯曲「仮名手本ハムレット」で第44回読売文学賞を受賞している。

## エピソード
- ACジャパン（旧：公共広告機構）の発起人として知られる。文化事業にも多く取り組んでいた。
- ダイキン工業3代目社長の山田稔、森下仁丹2代目社長の森下泰とは親友だった。佐治は森下の葬儀委員長を務めて、告別式で弔辞を読んでいる。上記を含めた多くの実業家や、他に文化人との親交も多い。
- 宝塚歌劇団の創団歌としても名高い「すみれの花咲く頃」を愛唱していたことで知られる。
- 大相撲・若貴兄弟のタニマチとして知られ、若乃花夫妻の媒酌人を務めたり貴乃花を自社製品のCMに起用したことがある。兄弟の父親である貴ノ花も藤島親方時代の1980年代前半に自社製品のCMに起用されており、おそらく兄弟の角界入り前から縁があると思われる。
- サントリーホール設計に際して、ホール形式（ヴィンヤード形式）の決定は、ヘルベルト・フォン・カラヤンの助言を受けた佐治がその場で発した「ほな、そうしましょ」の一言で決まった[6]。
- 1991年大阪商工会議所会頭として日本で初めてのコミュニティ財団となる財団法人大阪コミュニティ財団を設立する[7]。
- 1994年、鳥取県八頭郡佐治村（現・鳥取市佐治町）がさじアストロパークという天文台を開設するにあたり、当時の佐治村長から名誉園長の就任を依頼された。佐治村出身でもなければ、佐治村とは縁もゆかりもなく、たまたま村名と名字が同一ということだけだったが、快く引き受け、天文台のオープンから自身の死去まで名誉園長を務めた。さじアストロパークは、亡くなるまで名誉園長を務めてくれたことに敬意を表し、1995年に発見した小惑星の名前に「Keizosaji (佐治敬三)」を国際天文学連合に提案。承認され、2008年に命名された[8][9]。
- 没後の2001年、サントリー芸術財団により、佐治敬三賞が創設された[10]。

## 著書
- 『洋酒天国　世界の酒の探訪記』文藝春秋新社、1961年
- 『新洋酒天国　世界の酒の旅』文藝春秋、1975年
- 『へんこつなんこつ――私の履歴書』日本経済新聞社、1994年。日経ビジネス人文庫、2000年
  - 『私の履歴書・経済人 第29巻』にも収録、日本経済新聞社、2004年
  - 新装版『佐治敬三　へんこつなんこつ』、人間の記録・日本図書センター、2012年

## 評伝
- 片山修『おもろいやないか　佐治敬三とサントリー文化』ホーム社、2000年
- 広沢昌『新しきこと面白きこと　サントリー・佐治敬三伝』文藝春秋、2006年
- 小玉武『佐治敬三　夢、大きく膨らませてみなはれ』ミネルヴァ書房・ミネルヴァ日本評伝選、2012年
- 北康利『佐治敬三と開高健　最強のふたり』講談社、2015年／講談社＋α文庫（上下）、2017年